# سیارک ۱۹۰۰۵
سیارک ۱۹۰۰۵ (به انگلیسی: 19005 Teckman، نامگذاری:2000RY64) نوزده هزار و پنجمین سیارک کشف شده‌است که در ۱ سپتامبر ۲۰۰۰ کشف شد.
قدر مطلق سیارک برابر ۱۶.۲ است.